# Garuda-Indonesia-Flug 152
Koordinaten: 3° 15′ 53″ N, 98° 40′ 48″ O
Garuda-Indonesia-Flug 152 war ein nationaler Linienflug der indonesischen Fluggesellschaft Garuda Indonesia von Jakarta nach Medan, Sumatra, auf dem ein Airbus A300 am 26. September 1997 in der Nähe von Medan in einen Berg geflogen wurde.
Der Airbus A300B4-220 mit dem Luftfahrzeugkennzeichen PK-GAI wurde im Landeanflug etwa 29 km vor dem Zielflughafen bei schlechter Sicht in ein Waldgebiet geflogen. Alle 234 Menschen an Bord kamen bei dem Unfall ums Leben.
Der Absturz war 1997 der Flugunfall mit den meisten Todesopfern und der bisher schwerste in der indonesischen Luftfahrt.

## Ausgangslage

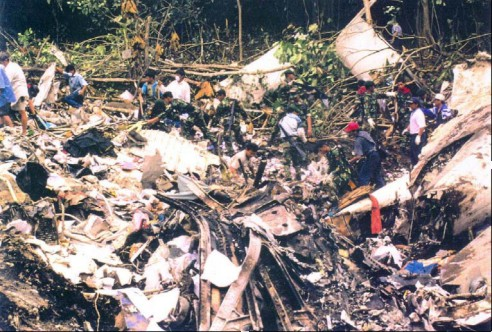
Aufnahme der Unfallstelle

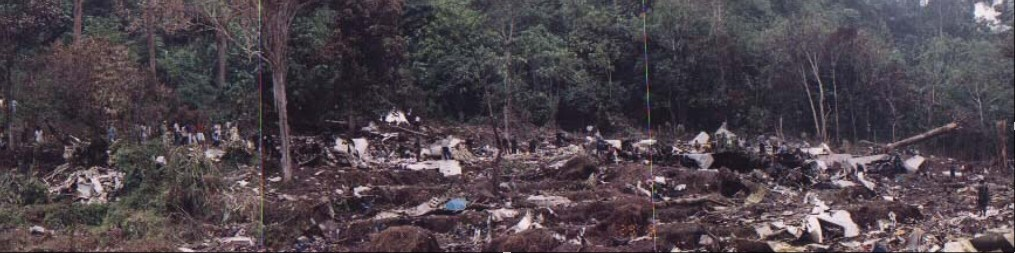
Panoramaansicht der Unfallstelle

Garuda-Indonesia-Flug 152 befand sich aus Jakarta kommend im Anflug auf den Flughafen Medan-Polonia und erhielt Kursanweisungen der Flugsicherung für einen ILS-Anflug auf Landebahn 05. Aufgrund von Waldbränden in der Region herrschte schlechte Sicht mit Sichtweiten von lediglich 600 bis 800 Metern.
Der Kapitän war bereits mehr als 20 Jahre für Garuda Indonesia tätig und hatte mehr als 12.000 Stunden Flugerfahrung.

## Unfallhergang
Um etwa 13:30 Ortszeit kam es zu einem Missverständnis zwischen den Piloten und der Flugverkehrskontrolle darüber, ob die Piloten eine Links- oder eine Rechtskurve einleiten sollten. Unklare und missverständliche Ansagen des Lotsen, der zudem aufgrund eines veralteten Radarsystems nur verzögert die Positionen des Flugzeugs verfolgen konnte, führten dazu, dass der Airbus Baumwipfel streifte und 18 km vor Medan, in der Nähe des auf fast 1000 m Höhe liegenden Dorfes Pancur Batu abstürzte.
Vorausgegangen war dem außerdem eine falsche, zu niedrige Höheneingabe durch den Kapitän in den Autopiloten, wodurch das Flugzeug zu niedrig flog. Außerdem funktionierte das Bodenannäherungswarnsystem nicht und gab den Piloten dementsprechend kein Warnsignal vor dem Aufprall.

## Darstellung in den Medien
- Absturz auf Sumatra. Mayday – Alarm im Cockpit Staffel 17, Folge 5.

## Belege
- Abschlussbericht des National Transportation Safety Committee (NTSC)